# 555
555是554与556之间的自然数。

## 在數學中
- 合數，正因數有1、3、5、15、37、111、185和555。
質因數分解為{\displaystyle 3\times 5\times 37}。
- 虧數，真因數和為357，虧度為198。
- 不尋常數，大於平方根的質因數為37。
- 無平方數因數的數。
- 第66個楔形數。前一個為534、下一個為561。
- 十进制的哈沙德數。
- 十进制的奢侈數。

## 在其它领域中
- 在普通话中，5的发音“wu”与哭声接近。因此，因此在网络用语中能使用“555”来表示哭泣。
- 在粵語中，5的发音是「ng」、與「嗯」接近，因此在網絡用語中能使用“555”代替“嗯嗯嗯”，即同意或明白的意思。
- 在泰语中，5的发音是“ha”，在网络用语中能使用“555”来表示“hahaha”，即哈哈大笑。
- 555：英美煙草旗下的一個香煙品牌。
- 555计时器：一种集成电路芯片。
- 幪面超人555：日本特攝影集，平成幪面超人系列第4套作品。

## 外部連結
- 555-LIST list of fictional phone numbers
- explanation of the song 'Heretic Anthem' by Slipknot which features 555 in the lyrics